# Fleur Jaeggy
Fleur Jaeggy, també coneguda pel nom artístic de Carlotta Wieck, (Zúric, 31 de juliol de 1940) és una escriptora suïssa en llengua italiana.

## Biografia
Després de completar els seus estudis a Suïssa, anà a viure a Roma, on conegué Ingeborg Bachmann i Thomas Bernhard. L'any 1968 anà a Milà a treballar per a l'editorial Adelphi Edizioni i es casà amb Roberto Calasso.
Després de les seves primeres publicacions, Il Dito in bocca (1968) i L'angelo custode, (1971), amb què ja es va manifestar com una gran novel·lista, la seva primera obra destacada fou la novel·la I Beati anni del castigo (1989), a la qual seguí més tard Proleterka, declarat pel Suplement literari del Times com el millor llibre de 2003. També és traductora a l'italià de Marcel Schwob i Thomas de Quincey.
Treballà amb el músic italià Franco Battiato sota el nom artístic de «Carlotta Wieck».
La seva és una literatura radical, hermètica i freda, d'un lirisme dur, basat en un llenguatge més que poètic, evocatiu, que ha estat qualificada d'inquietant i pertorbadora.

## Obres

### Novel·les
- Il Dito in bocca, Adelphi Edizioni, 1968.
- L'angelo custode, Adelphi, 1971.
- Le estatua d'acqua, Adelphi, 1980.
- I Beati anni del castigo, Adelphi, 1989 I  (traduït al català com Els feliços anys del càstig per Anna Casassas a Ed. Les Hores, 2020).[7]
- La Paura del cielo, Adelphi, 1994 (traduït al català com La por del cel per Anna Casassas a Ed. Les Hores, 2019).[8]
- Proleterka, Adelphi, 2001. (traduït al català com a Proleterka per Anna Casassas, Ed. Les Hores, 2018)[9][5]
- Vite congetturali, Adelphi, 2009.

### Relats curts
- Sono il fratello di XX, Adelphi, 2014.[10]

### Traduccions
- Marcel Schwob, Vite immaginarie, Adelphi, 1972.
- Thomas de Quincey, Gli ultimi giorni di Immanuel Kant, Adelphi, 1983.